# Бибабо

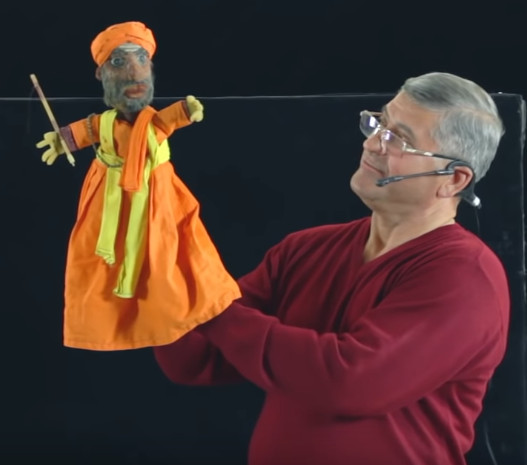
Актер с куклой бибабо

Бибабо́ — простейшая кукла, состоящая из головы и платья в виде перчатки. Голова имеет специальное отверстие под указательный палец, а большой и средний палец служат для жестикуляции руками куклы.
Бибабо часто используются в передвижных кукольных театрах.
Такая кукла определила судьбу Сергея Образцова, который в своих воспоминаниях пишет:

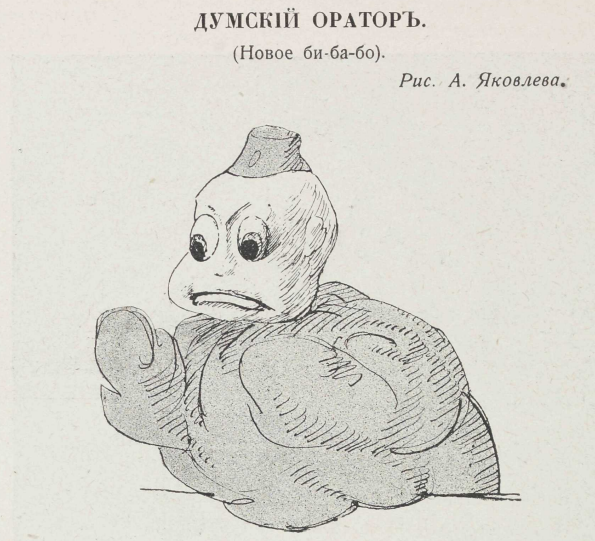
Иллюстрация А. Яковлева из журнала Сатирикон, 1909

Мама подарила мне маленькую смешную куклу. Называлась эта кукла Бибабо и состояла из целлулоидной головки и синего халатика, надевающегося на руку, как перчатка… Все, что ни делал Бибабо, было смешно и немного трогательно. Я его и любил, и жалел, как любят и жалеют дети маленьких котят. Даже гулять я его брал с собой, и он торчал в рукаве моего полушубка, рассматривая прохожих, городового, детей на Чистопрудном бульваре или витрину магазина…— Сергей Образцов

## В культуре
Не потому ли, что небо голубо,
а земля мне любовница в этой праздничной чистке,
я дарю вам стихи, веселые, как бибабо
и острые и нужные, как зубочистки!— Владимир Маяковский